# 神力科莎出賽準備：競爭
《神力科莎出賽準備：競爭》是義大利遊戲開發商Kunos Simulazioni開發的競速遊戲。该游戏专注于GT3和GT4赛车组别，是2018年和2019年宝珀GT系列赛Sprint和Endurance Cups以及Total 24 Hours of Spa的官方授权模拟游戏并为相关电子竞技平台。
Microsoft Windows版於2019年發行，Xbox One版和PlayStation 4版於2020年發行，Xbox Series X/S版和PlayStation 5版於2022年發行。PlayStation 4版和PlayStation 5 繁體中文版分別在2021年6月23日及2022年2月24日，由Game Source Entertainment獨家發行。